# Ulica Karmelicka w Warszawie

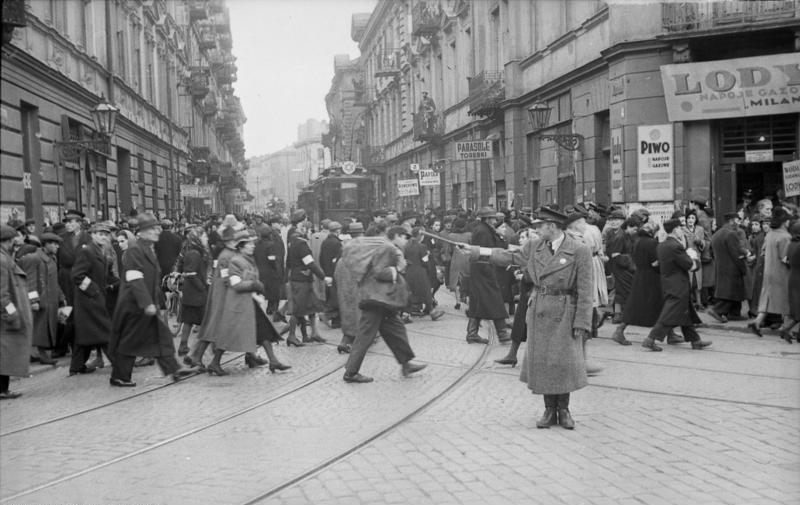
Getto warszawskie – ulica Karmelicka widziana z ulicy Leszno (maj 1941)

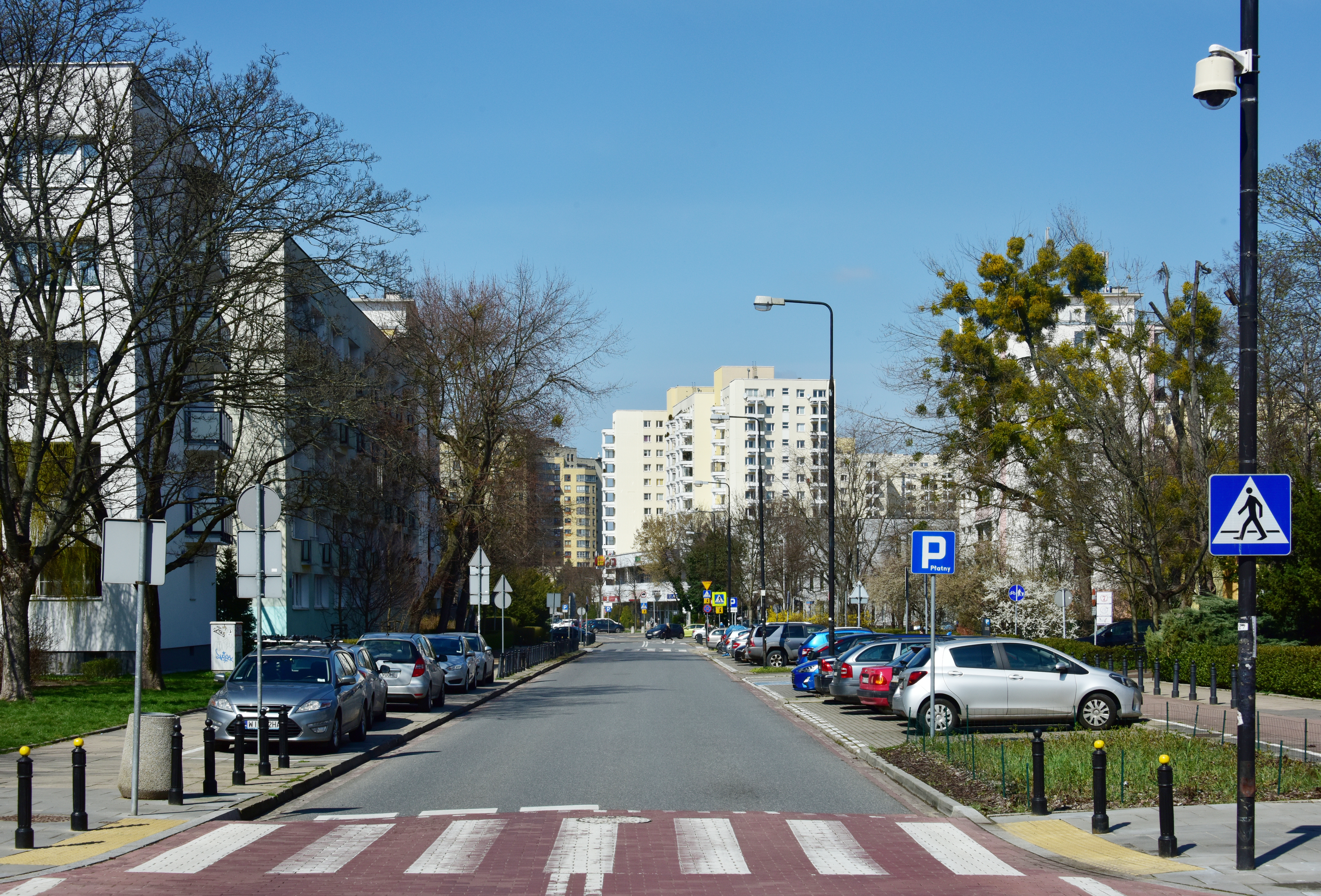
Ulica Karmelicka przy ulicy Miłej, widok w kierunku północnym (2023)

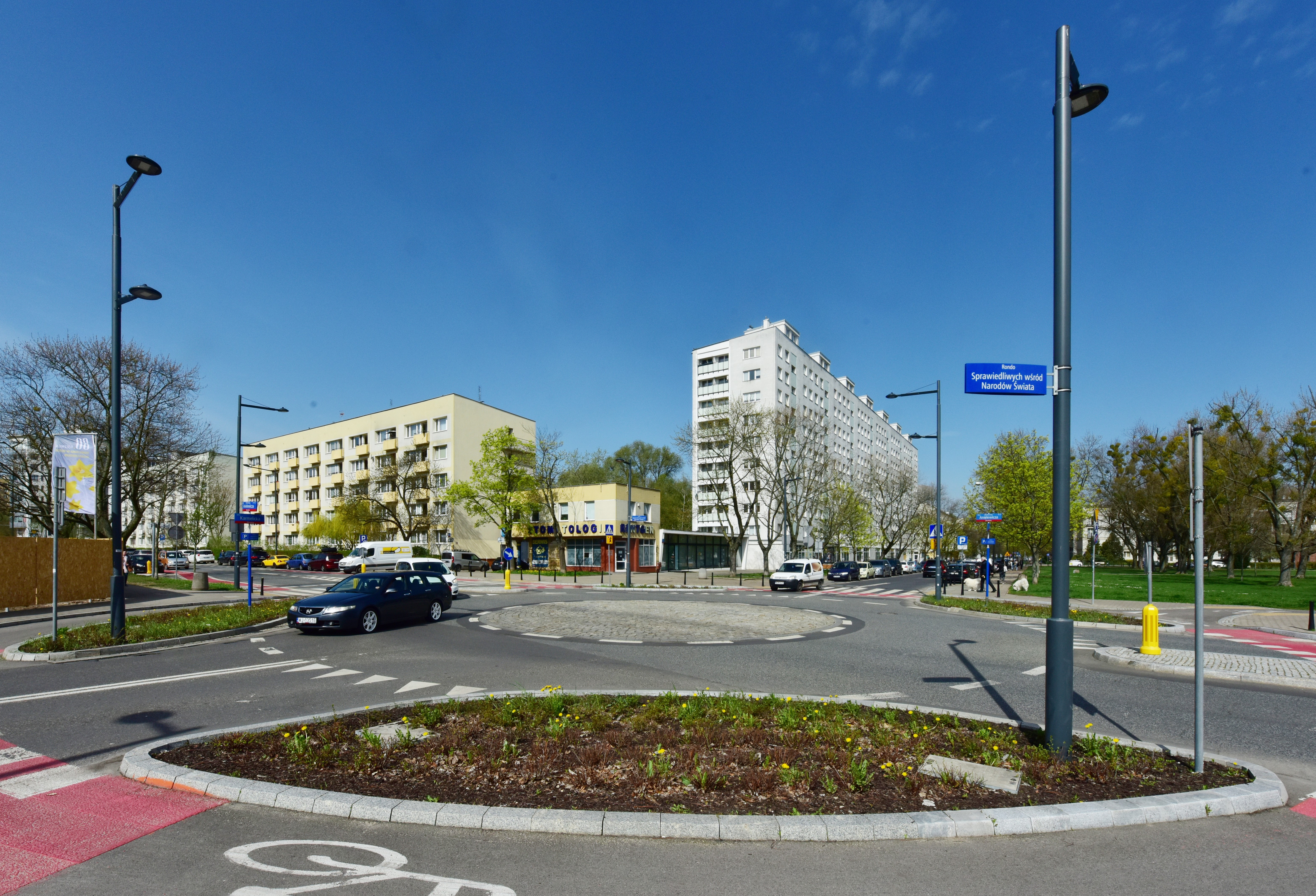
Ulica na rondzie Sprawiedliwych Wśród Narodów Świata (2023)

Ulica Karmelicka – ulica w dzielnicy Śródmieście w Warszawie.

## Historia
Nazwa ulicy, która po raz pierwszy pojawiła się w dokumentach miejskich w 1682, pochodzi od kościoła Narodzenia Najświętszej Maryi Panny, budowę którego rozpoczął w tym roku zakon karmelitów trzewiczkowych. Ulica została wytyczona około roku 1750 w miejscu starszej uliczki, skasowanej w związku z budową klasztoru. W 1762 południową stronę ulicy zajmowały ogrody należące do karmelitów, zaś około roku 1796 powstał budynek klasztoru.
Przy północnej stronie ulicy u zbiegu z ul. Leszno (współcześnie al. „Solidarności”) wznosiły się dwa dworki, za nimi w kierunku nieistniejącej dziś ulicy Mylnej ciągnął się ogród o regularnych kwaterach, poprzedzony murowanym przyulicznym domem. Na tyłach owego domu znajdowała się niewielka posesja należąca do Starej Warszawy, na której biły źródła z których czerpano wodę do cystern, przekazywaną następnie drewnianym wodociągiem na Rynek Starego Miasta.
Posesją narożną u zbiegu z ulicą  Mylną zarządzali wspólnie luteranie i kalwiniści; od roku 1736 mieścił się tam przytułek dla ubogich chorych, wraz z cmentarzem ewangelickim założonym wraz z jurydyką Leszno w roku 1648. W roku 1807 po wyroku sądu sporny grunt podzielono pomiędzy oba protestanckie kościoły: luteranie otrzymali większość terenów dawnego cmentarza oraz Szpital Ewangelicki, rozbudowany w latach 1835–1837 według projektu Adolfa Schucha.
Pierwsze kamienice pojawiły się przy Karmelickiej dopiero w latach dwudziestych XIX wieku w okolicy skrzyżowania z ówczesną ul. Leszno. Około roku 1863 Karmelicka została przedłużona aż do ulicy Dzielnej i już w ciągu pierwszego roku swego istnienia nowy odcinek ulicy, nazwany ulicą Nowokarmelicką, został zabudowany pięcioma dwupiętrowymi kamienicami. W końcu XIX wieku przy Karmelickiej powstawały już wyłącznie trzy i czteropiętrowe domy; jednak niezabudowanych gruntów było już bardzo mało.
W roku 1899 istniał plan przedłużenia Karmelickiej i połączenia jej z Nowokarmelicką, później – Ksawerego Druckiego-Lubeckiego (współcześnie jest to fragment al. Jana Pawła II), za pośrednictwem biegnącej przy Pawiaku nieistniejącej już ulicy Więziennej, jednak zamysłu tego nie zrealizowano.
W roku 1908 ulicą pojechał elektryczny tramwaj linii 19; początkowo jego trasa prowadziła z placu Zbawiciela do pętli znajdującej się u zbiegu ulicy Gęsiej (współcześnie ul. Anielewicza) i Dzikiej (od 1930 roku ulica Zamenhofa). Po roku 1915 linię wydłużono do ul. Powązkowskiej.
Dwukrotnie planowano rozbudowę Szpitala Ewangelickiego: w roku 1935 według projektu Remigiusza Ostoi-Chodkowskiego oraz w roku 1937 według planów Józefa Szanajcy i Bohdana Lacherta; ostatecznie jednak do nadbudowy gmachu nie doszło.
W 1939 ulica nie odniosła poważnych zniszczeń. W listopadzie 1940 znalazła się w obrębie getta warszawskiego, do którego nie włączono jedynie Szpitala Ewangelickiego. Była główną ulicą łączącą północną i południową część tzw. dużego getta, dlatego była bardzo zatłoczona. Była również uważana za ulicę bardzo niebezpieczną, gdyż przejeżdżały nią samochody transportujące więźniów między Pawiakiem a centralą Gestapo przy al. Jana Chrystiana Szucha 25. W 1942 wyłączono z dzielnicy zamkniętej parzystą stronę Karmelickiej, jednak strona nieparzysta wciąż wchodziła w skład tzw. szopów, czyli zatrudniających Żydów niemieckich zakładów produkcyjnych zlokalizowanych na terenie getta.
W latach 1943–1944 Niemcy spalili i zburzyli niemal całą zabudowę szopów i ulicy Karmelickiej. Ocalały jedynie kościół Narodzenia NMP i budynek Szpitala Ewangelickiego (zniszczony w 1944 podczas powstania warszawskiego). Po powstaniu w getcie warszawskim odcinek współczesnej ulicy pomiędzy ulicami: Gęsią (Anielewicza) i Wołyńską (Lewartowskiego) znalazł się w obrębie obozu koncentracyjnego KL Warschau. W miejscu wzniesionego po wojnie budynku pod nr 17a znajdowało się obozowe krematorium.
Ostatnie ruiny dawnej zabudowy ulicy rozebrano w roku 1948 podczas budowy osiedla Muranów, zaprojektowanego przez Bohdana Lacherta. Jednocześnie przesunięto bieg ulicy o kilkanaście metrów, skasowano jej początkowy odcinek o długości 60 metrów oraz wydłużono jej bieg na odcinkach od ul. Dzielnej do ul. Anielewicza oraz od ul. Lewartowskiego (dawnej Wołyńskiej) do ul. Stawki. Skrzyżowanie ul. Stawki z ul. Karmelicką zlokalizowano w miejscu przedwojennego skrzyżowania tej ulicy z ul. Dziką, a zachowany północny odcinek ul. Dzikiej stał się przedłużeniem ul. Karmelickiej na północ. 
Całemu nowemu odcinkowi ulicy od ul. Dzielnej do ul. Stawki, częściowo jeszcze wtedy projektowanemu, nadano nazwę ulica Karmelicka uchwałą Rady Narodowej m.st. Warszawy z dnia 25 marca 1959. W pierwszej połowie lat 60., po rozebraniu dawnego więzienia Gęsiówka, przebito ostatni odcinek ulicy między ulicami Anielewicza i Lewartowskiego.
W 1977 pod nr 17 otwarto pierwszą w Polsce automatyczną pralnię samoobsługową.

## Ważniejsze obiekty
- Kościół Narodzenia Najświętszej Maryi Panny w Warszawie
- Akademia Wymiaru Sprawiedliwości
- V Liceum Ogólnokształcące im. Księcia Józefa Poniatowskiego
- Akademia WSB w Warszawie
- Szkoła Podstawowa nr 210 im. Bohaterów Pawiaka
- Muzeum Historii Żydów Polskich Polin
- Skwer Willy’ego Brandta z pomnikiem Willy’ego Brandta
- Społeczne Liceum Ogólnokształcące nr 7 im. Bronisława Geremka

## Obiekty nieistniejące
- Szpital Ewangelicki w Warszawie